# Philodromus nigrostriatipes
Philodromus nigrostriatipes är en spindelart som beskrevs av Friedrich Wilhelm Bösenberg och Embrik Strand 1906. Philodromus nigrostriatipes ingår i släktet Philodromus och familjen snabblöparspindlar. Inga underarter finns listade i Catalogue of Life.